# Nani Widjaja
 (juillet 2023).
Nani Widjaja, né le 10 novembre 1944 à Cirebon, Java occidental et morte le 16 mars 2023 à Jakarta, est une actrice indonésienne.

## Biographie
L'une des principales actrices de son temps, elle était connue pour ses seconds rôles et ses personnages décalés, dépeignant souvent des femmes complexes avec des nuances et des traits de caractère profonds, généralement maternelles, excentriques et entêtées. L'un de ses rôles les plus populaires dans la communauté a été lorsqu'elle a joué le personnage de Mother dans la sitcom Bajaj Bajuri, jouant des rôles avec Mat Solar, Rieke Diah Pitaloka et Fanny Fadillah. Respectée pour ses prouesses d'actrice et sa polyvalence, elle est considérée par le public comme l'une des plus grandes actrices indonésiennes de tous les temps.
Pendant plus de six décennies de sa carrière d'actrice, elle a reçu divers prix, étant nommée cinq fois pour la Citra Cup au Festival du film indonésien, toutes étant la meilleure actrice dans un second rôle, faisant d'elle l'une des actrices avec le plus nominations de toute autre actrice dans cette catégorie. Elle a réussi à en remporter deux, pour son rôle dans le drame romantique Des jeunes qui font l'amour (1977) et le biopic R.A. Kartini (1982). Elle est également connu comme l'un des quatre membres des filles à papa avec Ida Kusumah, Connie Sutedja et Rina Hassim.

### Maladie et mort
Le 1er mars 2023, Widjaja a été transportée d'urgence à l'hôpital de Fatmawati, en raison d'un essoufflement. Elle a été transférée dans une unité de soins intensifs et a commencé à suivre un traitement, surveillée par plusieurs médecins internes. Sa fille, Nina Kartika, a déclaré que Widjaja était incapable de parler pendant deux mois et que sa santé avait commencé à se détériorer. Elle a reçu un diagnostic de démence, puis est tombée dans le coma à cause de la fièvre et de l'essoufflement. L'état de Widjaja a alors commencé à s'améliorer et elle a subi une trachéotomie le 7 mars 2023.
Widjaja est décédé à l'hôpital Fatmawati de Cilandak, dans le sud de Jakarta, le 16 mars 2023, à l'âge de 78 ans. Sa mort a été annoncée par sa fille, l'actrice Cahya Kamila. Elle a été enterrée au cimetière de Babakan Madang à Bogor, Java occidental.